# 男!日本海
『男！日本海』（おとこ！にほんかい）は、玄太郎による日本の漫画作品。『週刊漫画ゴラク』にて連載された。
『週刊漫画ゴラク』1992年8月7日号に読み切り作品として掲載される。この読み切りが雑誌アンケートで1位を獲得し、不定期掲載を経て、1993年新年号から連載が開始され、1998年10月9日号まで295話、読み切り、不定期掲載を加えて全301話が連載された。
また、1993年新年号の連載開始時にはメディアミックスとしてダイヤルQ2とのタイアップが行われ、表紙にダイヤルQ2の電話番号も掲載された。
『ミナミの帝王』『修羅がゆく』『ころがし涼太』とともに1990年代の『週刊漫画ゴラク』誌の表紙をローテーションする、文字通りの看板作品であった。アンケートの順位は良いものの単行本の売れ行きは悪く、紙の単行本はニチブンコミックスより全10巻が発売されたところで刊行がストップした。各巻10話から11話収録であるため、ほとんどの話は単行本に収録されていないことになる。紙の単行本で未収録だった話は2020年よりグループ・ゼロから『新 男！日本海』のタイトルで電子書籍として刊行され（全19巻）、これによって全話が読めるようになった。
続編として、2005年に『男！日本海〜謎街道をゆく〜』が短期連載、2013年と2014年に読み切り掲載、2016年には週刊漫画ゴラク50周年企画の一環として『帰って来た 男！日本海』全3話が執筆された。
タイトルにある「日本海」は主人公の名前であり、地名として実在する日本海や漁師などは関係していない。諸国漫遊物であり、主人公が日本全国を漫遊しながら、行く先々で出会った女性たちと性交を繰り返してゆく。主人公が訪れる地名や出会う女性名などの登場人物は殆どが下ネタとなっている。連載時には下ネタの女性名の読者公募企画が行われていた。

## あらすじ
田舎町に暮らす高校生・魁日本海は政略結婚をさせられそうになっている女性・由紀と駆け落ちをしようと町を逃げ出そうとしていたが、追っ手に見つかってしまい駆け落ちは失敗に終わる。駆け落ち騒動の件もあり、故郷に居辛くなった日本海は寺の住職をしている父と親子の縁を切り、一人故郷を飛び出し様々な女性たちと出会うことになる。

## 登場人物
魁 日本海（さきがけ にほんかい）
本作の主人公。高校生にして数多くの女性経験がある。道中で寄った村長から名付けられた「八寸胴返し」（24センチ）や「極楽棒」と呼ばれる巨根の持ち主。
困った人をほっとけない、好色ではあるが醜女から身体を求められてもおおかた受け入れる寛大かつ情け深い性格で、悪漢や悪巧みする女性にはプロレスの関節技を決めたり巨根を用いて仕置きする正義感の持ち主でもある。
日本海の父
寺の住職。日本海の派手な女性関係に困らされており、また彼の好色な性格には呆れている。日本海の家出後は彼の現状とシンクロしているような予知夢を見てしまい、彼の身を案じている。
日本海の母
日本海の実母ではなく継母だが、大変息子思いで優しく穏やかな性格。日本海が作中で「前略、母ちゃん」と宛てている人物にあたる。
由紀（ゆき）
作品の冒頭で日本海と駆け落ちしようとした女性。実家に借金があり、そのために地元の資産家である森山と政略結婚させられそうになったことに悩み日本海と駆け落ちしようとするが、途中で結婚相手の森山達に発見されてしまい連れ戻される。
実家の家族を守るために日本海との駆け落ちは断念し、森山と結婚する道を選んだが、結婚式当日に花嫁衣裳のまま日本海と情交をした。
森山（もりやま）
地元に数多くの不動産を所有する資産家の息子。結婚式で由紀と情交された事を恨み、手下を率いて日本海に危害を与えようとしている。
松尾 平助
常にダッチワイフの「モンローちゃん」を背負っている若い男性。発情する度に人目を気にせずモンローちゃんと交尾する癖があり、その度に日本海から戒められる。
もともと阿鳴(あなる)温泉のストリップ劇場で働いていたが、温泉街を訪れ一時期共にストリップ劇場で働いた日本海を追いかけて同行するようになる。未だに夜這いの習慣が残る田舎である御斜不里(おしゃぶり)村の出身。夜這いを試みるも大失敗して村に居づらくなり、村から出ることになった。
酒を呑むと気が大きくなる酒乱で、ナメクジと例えられる程の小さくて臭い男性器の為、女性には悉く嫌われている。
麻生 鯉次郎（あそ こいじろう）
「快楽棒」と呼ばれる長さ25センチの巨根を持つ男性。「竿師」として多くの女性をその巨根で性的な虜にして、大金を貢がせている。麻生の巨根に惑わされた女性は麻生の名前を連呼すると悶えるような催眠にかかる。
折賀 進（おるが すすむ）
日本海に好意を抱いているトランスジェンダーで、日本海が通っていた中学時代の同級生。普段は麻羅子の名で通している。
亀頭 早郎（きとう そうろう）
精力絶倫の日本男児を目指し訓練している同好会である鳳経大学絶倫クラブのリーダー。
毛樽馬 珍保（けだるま ちんぽ）
性技学博士で春画に描かれた遊女・お女湖が現代に生まれ変わるという北川歌魔羅の遺言を発見し股の間にある星型のアザを追い求めている。
草井 一物（くさい いちもつ）
「前うんこ」と呼ばれる長さ20センチの巨根を持つ九州男児。日本海を「師匠」と呼んでいる。
同級生の陳川夢華子に気に入られる事を目標に、オナゴ修行と称して旅に出た所、又倉家で日本海と遭遇する。
公衆の面前にもかかわらず女性に自身の男性器を自慢気に見せびらかす癖があり、非常に臭く、見せびらかされた女性だけではなく日本海も迷惑している。
片井 亀夫（かたい かめお）
通称「フーテンの亀」。寒さに打ちひしがれている日本海に廃棄された弁当を分け与えたホームレス。
元々はケーキ職人だったが、ギャンブル狂いで笹賀スキヨから1千万円の借金を背負い蒸発、ホームレスとして隠遁している。別れた妻子の元へ戻る為に日本海からある提案を受ける。